# Salmonsens Konversationsleksikon

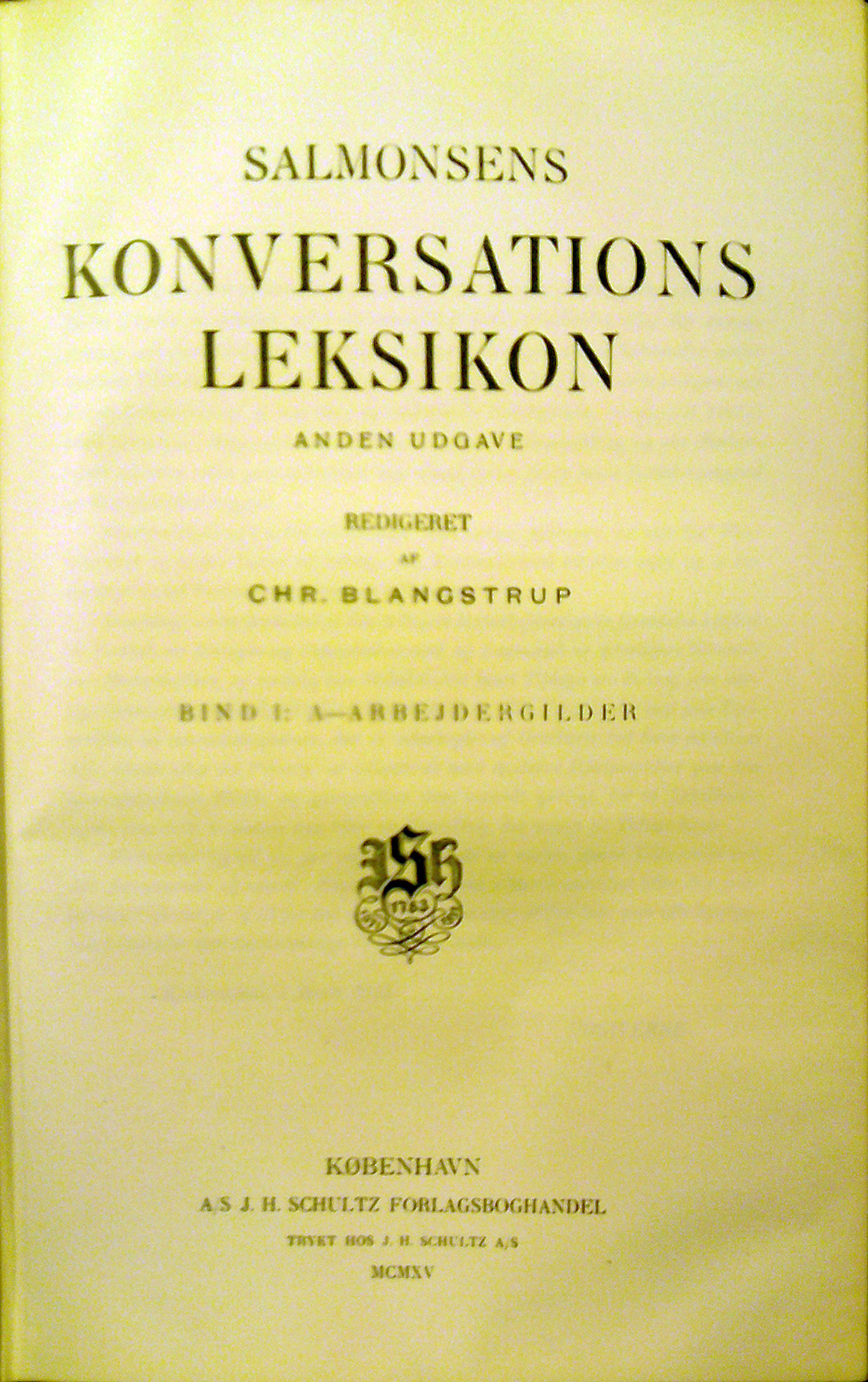
Portadilla del primer volumen.

Salmonsens Konversationleksikon es una enciclopedia danesa publicada entre 1893 y 1955. 
La primera edición, Salmonsens Store Illustrerede Konversationsleksikon (Gran Diccionario Coloquial Ilustrado Salmonsen) fue publicada por iniciativa de Isaac Salmonsen, un empresario de una librería de Copenhague, en 19 volúmenes entre 1893 y 1911. La editorial de los hermanos Salmonsen (Brødrene Salmonsens forlag) fue adquirida en 1911 por la J. H. Schultz Forlag.
La nueva editora publicó una segunda edición de 26 volúmenes entre 1915 y 1930, que es la más grande obra enciclopédica en danés de todos los tiempos.
La tercera edición, más pequeña, tuvo como título Den lille Salmonsen (El Pequeño Salmonsen), y consistió de 12 volúmenes publicados de 1937 a 1940. Una cuarta y última edición, Den nye Salmonsen, de tan sólo un volumen, salió en 1949. En tanto, en 1941 apareció por primera vez una edición periódica, la Salmonsens Leksikon-Tidsskrift (SLT) (Revista Enciclopédica Salmonsen), con la publicación de un tomo mensual durante 15 años, hasta 1955.
Las dos primeras ediciones, al haber trasncurrido más de 70 años de su publicación, forman parte del dominio público.
A principios de la década de 1990, la Universidad de Linköping, en Suecia, echó a andar el Proyecto Runeberg, cuyo objetivo es la digitalización de obras relevantes de la cultura nórdica y su utilización pública sin fines de lucro. Con ese fin ha completado la digitalización de la Nordisk familjebok, el equivalente sueco de la Salmonsen. Los 26 volúmenes de esta última aúns e encuentran en proceso de digitalización, mediante técnicas de escaneo y de reconocimiento óptico de caracteres. La primera edición ha sido publicada en DVD de manera independiente, y se espera que pronto se encuentre disponible en internet.